# Rathaus Sternberg

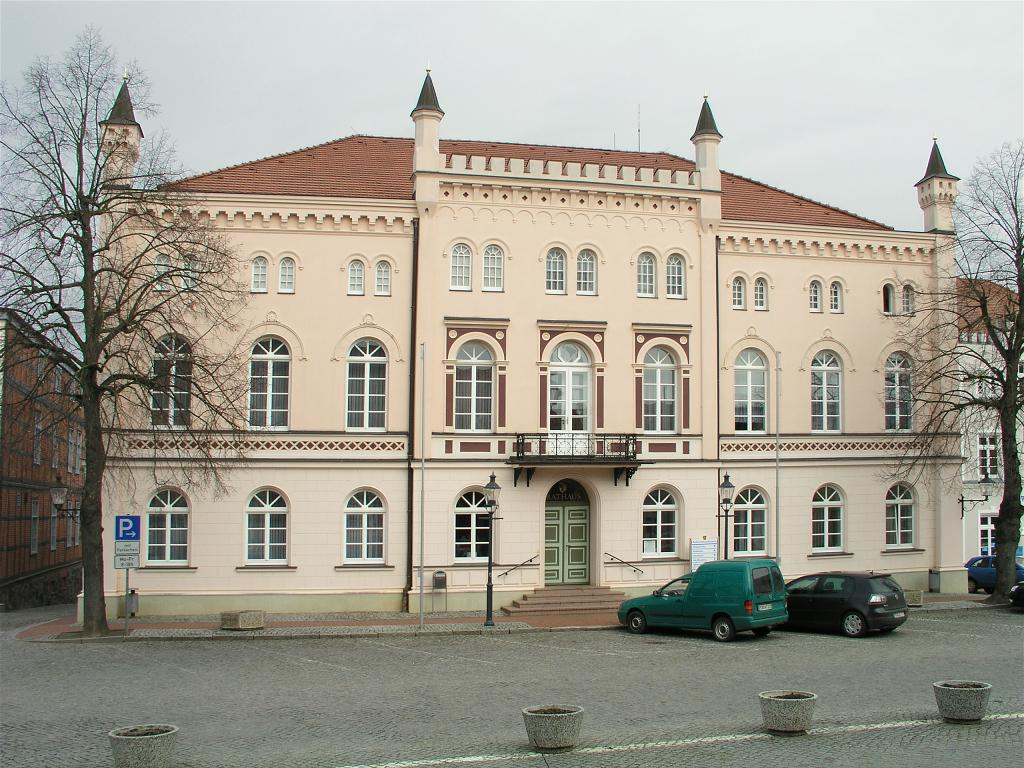
Rathaus von Sternberg

Das Rathaus von Sternberg stammt aus dem 19. Jahrhundert. Es befindet sich im Zentrum von Sternberg direkt am Markt des Stadtkerns in unmittelbarer Nähe der frühgotischen Stadtkirche St. Maria und St. Nikolaus und dem ehemaligen Postamt Sternberg, das seit 2006 das zweite Verwaltungsgebäude der Stadt ist.

Das Gebäude steht unter Denkmalschutz.

## Geschichte

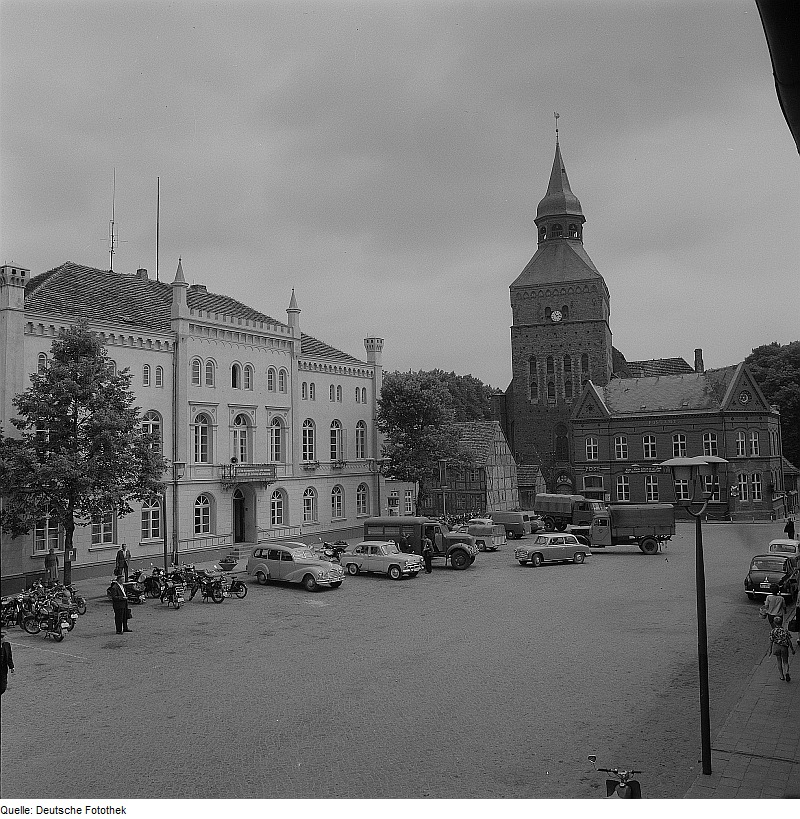
Vor 1977: Markt mit Rathaus, Stadtkirche und Postamt

Um 1230 bis 1250 wurde Sternberg planmäßig mit einem rasterartigen Straßennetz in einem leicht elliptischen Grundriss angelegt. Im Jahr 1248 verlieh Fürst Pribislaw I. der Siedlung Sternberg das Stadtrecht. Das erste Rathaus verbrannte wie viele Gebäude beim großen Stadtbrand von 1308.
1622 erhielt Sternberg das Hofgericht, das im ehemaligen Rathaus seine Aufgaben wahrnahm. Das Hofgericht verlagerte – bedingt durch den Dreißigjährigen Krieg – seine Tätigkeit von 1626 bis 1651 nach Parchim. 1659 wurde Sternberg durch einen Stadtbrand erneut völlig vernichtet. Das Hof- und Landgericht wurde deshalb dauerhaft nach Parchim verlegt.
Auch der Nachfolgebau wurde 1741 vernichtet. Erst 1803 entstand ein neues Rathaus. 1825 wurde neben dem Rathaus das Haus des Ritterschaftlichen Klubs gebaut. 1841 erfolgte hier die Gründung der Magistratssparkasse als Vorläufer der Sparkasse. Aber auch dieser Rathausbau entsprach bald nicht mehr den nötigen Anforderungen.
Deshalb wurde 1845 das heutige Rathaus – ursprünglich ein zweigeschossiger Fachwerkbau – gebaut, welches 1850 die Marktfront mit seiner tudorgotischen Putzarchitektur erhielt.
1992/1993 wurde dieses Gebäude umfassend saniert und am 19. August 1993 erfolgte seine Wiedereröffnung.

### Landtage in Sternberg und Malchin
In den Sternberger Reversalen vom 2. Juli 1572 wurde Sternberg als ständiger Landtagsort festgelegt. Seit Mecklenburg durch die Zweite Mecklenburgische Hauptlandesteilung von 1621 (Güstrower Reversalen und Erbvertrag) in die beiden Teile Schwerin und Güstrow geteilt war, tagte der Landtag des mecklenburgischen Ständestaats nach 1628 bis 1916 abwechselnd in Sternberg und im Rathaus von Malchin. Anfänglich tagte der Landtag auf dem Judenberg. Ab 1634 pendelte man zwischen Judenberg, Rathaus, Klosterhof und Hofgericht. Ab 1847 wurden die Landtage durchgehend im Rathaus abgehalten. Der letzte Landtag im Rathaus fand 1913 statt.